# Johannes Rösing (Politiker, 1866)
Johannes Rösing, auch Hans Rösing (* 5. Juli 1866 New York City; † 20. August 1953 in Bremen) war ein amerikanisch-deutscher Jurist, Syndicus der Handelskammer Bremen und Mitglied der Bremischen Bürgerschaft.

## Biografie
Rösing war bis 1933 Syndicus der Handelskammer Bremen. Er war in den 1930er Jahren Mitglied der Bremischen Bürgerschaft und gehörte dem Präsidium an.
Lange Zeit war er Generalsekretär der in Bremen gegründeten Deutschen Gesellschaft zur Rettung Schiffbrüchiger (DGzRS). Er zählt 1924 zu den Gründern der Bremer Wissenschaftlichen Gesellschaft (BWG), Vorläuferin der Wittheit zu Bremen.
Er wurde im Familiengrab auf dem Riensberger Friedhof beerdigt.

## Ehrungen
- Der Johannes-Rösing-Weg in Bremen-Obervieland wurde nach ihm benannt.